# Benjamin Martin
Benjamin Martin (Worplesdon, 1704 – 9 febbraio 1782) è stato un linguista e lessicografo britannico.

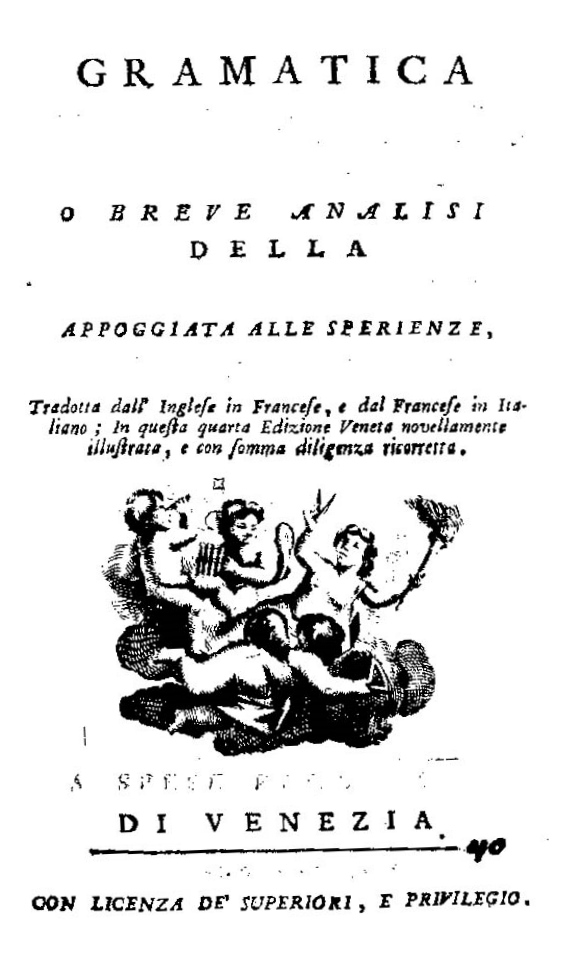
Gramatica delle scienze filosofiche, 1769

Produsse uno dei primi dizionari della lingua inglese, Lingua Britannica Reformata (1749). Era anche professore di scienze e produceva strumenti scientifici.

## Biografia
Lavorò dapprima come aratore, ma ottenne l'abilitazione all'insegnamento. Un'eredità di 500 sterline gli permise di comprare libri e strumenti e quindi diventò un professore e produttore di strumenti. Fu fra i primi promotori del sistema di Newton e nel 1737, pubblicò Biblioteca Technologia, un riassunto di filosofia naturale in 25 paragrafi.
Nel 1740 si trasferì a Fleet Street, vicino alla sede della Royal Society dove Newton dava spesso lezioni. Cominciò a produrre quadranti di Hadley (un predecessore del sestante) e strumenti ottici. La sua attività era fiorente ed egli divenne noto anche come produttore di occhiali da vista. Continuò a dare lezioni di filosofia naturale e dal 1755 a 1764 pubblicò anche Martin's magazine.
Nel 1781 fece bancarotta per incompetenza degli amministratori cui aveva affidato l'azienda. Tentò il suicidio e non morì subito, ma la ferita (di natura ignota) infine l'uccise il 9 febbraio 1782.

## Il dizionario
Nel 1749 pubblicò Lingua Britannica Reformata, che conteneva un "Dizionario universale".  Una seconda edizione fu pubblicata nel 1754, un anno prima del (più noto) dizionario di Samuel Johnson.
Si rifiutò di "correggere" la lingua,
posizione poi adottata da Johnson e ora prevalente nella lessicografia moderna, nei cui termini si può dire che Martin era un descrittivista e non un prescrittivista. Il suo dizionario esplicitò, in anticipo su Johnson, obiettivi come l'essere universale e spiegare le etimologie.
Sebbene le sue etimologie siano spesso incoerenti e tendano troppo alla lingua latina, il suo dizionario era chiaramente migliorativo dei precedenti nella chiarezza dell'ortografia e della pronuncia.

## Opere

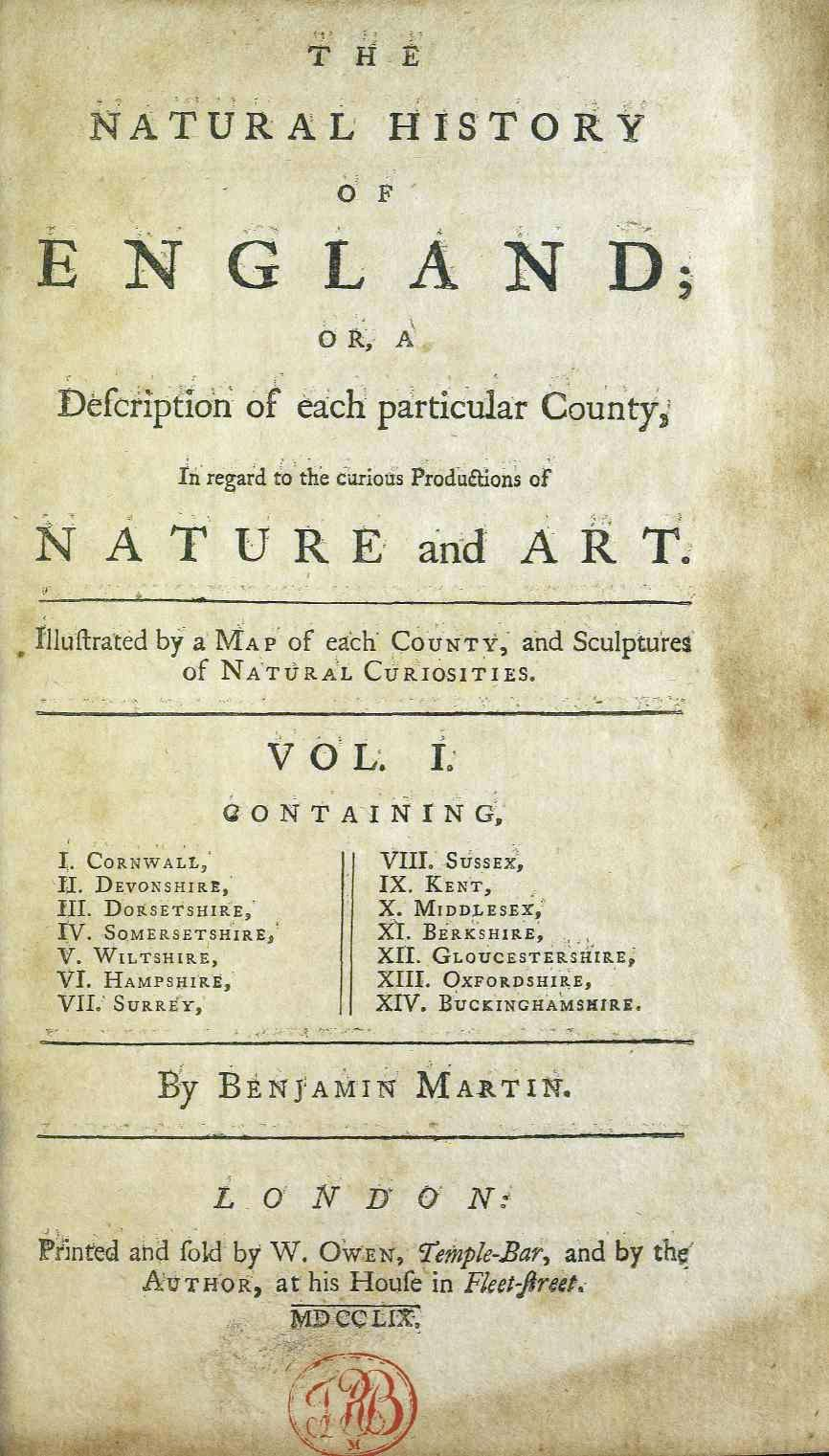
Natural history of England, 1759

- (EN) Natural history of England, London, William Owen, 1759.
- Grammatica delle scienze filosofiche [in originale Philosophical grammar], Remondini, 1769.